# Phasianotrochus eximius
Phasianotrochus eximius is een slakkensoort uit de familie van de Trochidae. De wetenschappelijke naam van de soort is voor het eerst geldig gepubliceerd in 1811 door Perry.